# Vojna mornarica Ljudske osvobodilne vojske
Vojna mornarica Ljudske osvobodilne vojske (kitajsko: 中国人民解放军海军; pinjin: Zhōngguó Rénmín Jiěfàngjūn Hǎijūn), tudi Kitajska vojna mornarica, je mornariška veja Ljudske osvobodilne vojske, oboroženega krila Komunistične partije Kitajske. Kitajska vojna mornarica izhaja iz mornariških enot, ki so se borile med Kitajsko državljansko vojno in je bila ustanovljena 23. aprila 1949. V 50. in 60. letih dvajsetega stoletja je Sovjetska zveza zagotavljala podporo Kitajski vojni mornarici v obliki mornariških svetovalcev in izvoza opreme in tehnologije. Do poznih 80. let je bila Kitajska vojna mornarica pretežno rečna in obalna sila. V 90. letih, po razpadu Sovjetske zveze in premiku v zunanji in obrambni politiki, so bili kitajski voditelji rešeni zaskrbljujočih mejnih sporov in vojna mornarica je začela usmerjati svojo pozornost proti morjem.
Danes je Kitajska vojna mornarica druga največja na svetu po skupnem izpodrivu vseh ladij za Vojno mornarico ZDA in ima z okrog 350 vojnimi ladjami in podmornicami največje število velikih vojnih ladij (pred ZDA z 293 ladjami).

## Zgodovina
Za obdobje med letoma 2011–2021 je značilna bliskovita rast števila vojnih ladij, ki je v sodobni mornariški zgodovini primerljiva samo z oboroževanjem v času druge svetovne vojne. V tem času Kitajska prejme prvi dve letalonosilki (2012 in 2019, še ena v gradnji) in prve tri nosilke helikopterjev (2021–2022) v svoji zgodovini, sedem raketnih križark Tipa 55 (2020–2022, še ena v gradnji) ter petindvajset raketnih rušilcev Tipa 52D (2014–2022, še devet v gradnji). To je vodilo v spremembe v mornariški politiki ZDA, ki so tradicionalno razporeditev ladij med Atlantsko in Tihooceansko floto v razmerju 50-50 spremenile v 60-40 v korist Tihooceanske flote. Avstralija se je leta 2021 odločila za gradnjo prvih jedrskih podmornic v svoji zgodovini, Japonska pa je istega leta prejela v uporabo prvo letalonosilko po drugi svetovni vojni.
Leta 2012 prejme Kitajska vojna mornarica svojo prvo letalonosilko, Ljaoning.
V preteklosti je Kitajska vojna mornarica uvažala ladje iz Rusije, npr. štiri raketne rušilce razreda Sarič in dvanajst dizel-električnih podmornic razreda Paltus ter sisteme zračne obrambe 9K37 Buk in S-300, ki jih je vgrajevala v svoje rušilce. Sovjetska zavrnitev kitajske prošnje po prenosu tehnologije gradnje jedrskih podmornic je bila med osrednjimi razlogi za ohladitev sovjetsko-kitajskih odnosov v 60. in 70. letih 20. stoletja in za kitajski preobrat proti ZDA, kitajski uspeh z izdelavo prve jedrske podmornice leta 1974 pa je med osrednjimi razlogi za krepitev sovjetsko-indijskih odnosov po tem letu.